# Chlivényi József
Kischlivényi Chlivényi József, Jozef Chlivényi (Kischlivény, 1800. március 4. – Pozsony, 1853. május 25.) katolikus pap, bölcselettanár.

## Élete
Chlivényi Sándor és Příleská Terézia fia. Nyitrán és Pesten tanult, filozófiából és teológiából doktorált. 1823-ban miséspappá szenteltetett és teológiai tanár lett a nyitrai papnevelőben. 1839-ben elméje megzavarodott, nyugdíjazták és a pozsonyi irgalmas-szerzet gyógyintézetébe került, ahol 1844-től haláláig kezelték.

## Művei
- Kézirati munkája: Paraphrasis in Librum Psalmorum 1836.